# 결혼 이야기 2
"결혼 이야기 2"(결혼 이야기 투: Wedding Story 2)는 한국에서 제작된 김강노 감독의 1994년 멜로/로맨스, 코미디 영화이다. 심혜진 등이 주연으로 출연하였고 신철 등이 제작에 참여하였으며 신인 김강노 감독이 해당 영화로 영화감독 데뷔를 했는데 "속편은 재미없다"는 통념을 깨지 못하여  1편과 달리 흥행에 실패했다.

## 출연

### 주연
- 심혜진 : 장선주
- 변우민 : 유진우

### 조연
- 사이몬 게이지
- 아만다 영
- 토니 랜페인
- 제이슨 린 브렌넌
- 토드 리메이

## 기타
- 제작책임: 김선아
- 프로듀서: 오정완
- 제작진행: 이경주
- 제작진행: 서강열
- 조명: 신학성
- 조감독: 김국형
- 조감독: 주호
- 조감독: 장미애
- 스크립터: 임지현
- 녹음: 강대성
- 동시녹음: 김범수
- 특수효과: Mongomery Hanns Fieguth
- 분장: 류혜
- 의상: 박형준
- 효과: 양대호

1. ↑  김명환 (1994년 3월 11일). “신인감독 삼총사 힘찬 "레디고"”. 조선일보. 2024년 8월 12일에 확인함.
2. ↑  “새 映畵”. 부산일보. 1994년 10월 6일. 2024년 8월 12일에 확인함.